# Wilhelm Lemke
Wilhelm Lemke (dicembre 1884 – ...) è stato un ginnasta e multiplista tedesco.
Partecipò ai Giochi della III Olimpiade che si svolsero a Saint Louis nel 1904. All'Olimpiade prese parte alle gare di concorso generale, concorso generale - tre eventi e triathlon. Il risultato migliore che riuscì ad ottenere fu l'undicesimo posto nel concorso generale a tre eventi.